# Годфруа-Демонбин, Морис
Морис Годфруа-Демонбин (фр. Maurice Gaudefroy-Demombynes; 15 декабря 1862 — 13 августа 1957) — французский арабист и исламовед.

## Биография
С 1898 года работал в библиотеке Школы живых восточных языков в Париже и преподавал арабский язык в Колониальной школе.
С 1911 года — профессор арабского языка в Парижском университете, с 1929 года — директор Института исламоведения при этом университете.
С 1935 года — член Академии надписей и изящной словесности.

## Научное наследие
Автор работ по исламоведению и средневековой Аравии и Сирии.

### Труды
- Les cérémonies du mariage en Algérie. — Paris, 1900.
- Les institutions musulmanes. — Paris, 1921; 1946.
- Le pèlerinage à la Mekke. Étude d'histoire religieuse. — Paris, 1923.
- Grammaire de l'arabe classique. — Paris, 1937.
- Mahomet. — Paris, 1957; 1969.
- Le monde musulman et byzantin Jusqu'aux Croisades. — Paris, 1981.